# Mary-River-Nationalpark
Der Mary-River-Nationalpark ist ein Nationalpark im Norden des australischen Northern Territory, 150 km östlich von Darwin und westlich anschließend an den Kakadu-Nationalpark. Er besteht aus mehreren Teilen am Mary River, am McKinlay River und an der Küste der Arafurasee. Er wurde im Jahr 2007 aus ehemals dreizehn getrennten Gebieten zusammengefügt. Erreichbar ist der Park über den Arnhem Highway.

## Einzelgebiete
Die einzelnen Teile des Nationalparks (und frühere Schutzgebiete) sind:
- Mary River Conservation Reserve, Point Stuart Coastal Reserve und Stuart Tree Historical Reserve an der Arafurasee
- Alligator Lagoon Conservation Area, Shady Camp Conservation Area, Swim CreekConservation Area, Opium Creek Conservation Area, Boggy Springs Conservation Area, Jimmys Creek Conservation Area, Wildman River Conservation Area und Annaburroo Delta Block Conservation Area auf der Nordseite des Arnhem Highway
- Mary River Crossing Conservation Area und McKinlay River Conservation Area auf der Südseite des Arnhem Highway

## Flora und Fauna
Der Park bietet Feuchtgebiete, Monsunwälder sowie Wälder, in denen die nach ihrer Rinde benannten Paperbark-Bäume der Gattung Melaleuca vorherrschen.
Er bietet Lebensraum für Salzwasserkrokodile (Crocodylus porosus), Flinkwallabys (Macropus agilis), Riesenstörche (Ephippiorhynchus asiaticus), Spaltfußgänse (Anseranas semipalmata) und Barramundis (Lates calcarifer).